# 牛峰境五靈公廟
26°09′54″N 119°57′10″E / 26.164921°N 119.952783°E
牛峰境五靈公廟，位在連江縣（馬祖）南竿鄉復興村，是該村民之信仰中心，設立牛峰境五靈公廟管理委員會，是地區少見建有中庭的廟宇。

## 命名
復興村舊名「牛角村」，因立於村中觀其海岸左右突出的海岬如雙鉤牛角，雙角環抱著沙灘澳口，故稱「牛角」。至於以全島有如犀牛形狀，該村位於犀牛角上之說，在先民只是單純漁民的時空環境，沒有空照圖、航海圖技術時，此命名之說難以成立。村庄神明管理的範圍稱為「境」，遂廟名「牛峰境」。
該廟係整合不同的原鄉信仰，平等供奉各移民的守護神，因主位留給原建舊廟的主神「龍山寺五靈公」，因此以「牛峰境五靈公」命名該廟。

## 沿革
「龍山寺五靈公」為村民劉寶明的祖先從原鄉長樂縣潭頭鎮寺下村龍山寺迎請五靈公金身、香火供奉於私宅。
原南竿農改場作務股處有座白馬大王宮，後來燬於火災，被村民移到牛角澳口崖石上重建小廟，但祭拜十分不便。
1950年3月25日，澳口漂來一具浮屍，漁民欲抬上岸埋葬，至舊廟址時重量忽然變重而無法抬動，遂將其原地埋葬，後來英魂附身當地乩童告知其生前為一福建陳姓軍人，得地靈成神，希望村民建廟奉祀，號「陳將軍」。
1975年，村民在「陳將軍」埋葬處建廟，施工師傅為王木喜，廟宇採閩東封火山牆型式，供奉「陳將軍」，並迎入「龍山寺五靈公」為主神、「白馬大王」為配祀神，廟名「牛峰境」。
多年後，為解決祭祀空間受限，時任牛峰境廟委會主委張依伙蘊釀重建新廟，並整合全村大澳、西邊山、六間排等各區段之信仰。
2006年，廟委會主委曹爾忠召集全體委員選定廟址，位於舊廟後方，並拆除了附近的半天陳夫人廟擴增腹地。廟委會聘請中國大陸福建省仙遊縣工藝師游良造團隊施工、泉州呂文金兄弟負責泥塑。
2007年完成大廟主體，2008年全廟落成，「龍山寺五靈公」、「天仙府伍顯公」、「白馬尊王」（白馬大王）、「陳將軍」、「臨水夫人」、「半天陳夫人」、「江高爺」、「福德正神」等神入火安座。

## 建築
- 舊廟

舊廟為閩東式封火山牆，正面採凸字形，廟頂有福祿壽三星交趾陶，正門為紅色雙開木門，門額題「牛峰境」三字，正門左右各一個圓形小窗戶，供奉五靈公、陳將軍、白馬尊王。舊廟並無拆除，因此迎入被拆除的半天陳夫人廟的舊神像。
- 新廟

新廟亦採閩東式封火山牆，正面採凸字形，大片鮮紅色為底色。正面設有三座拱門，正門上題「牛峰境五靈公」，側邊各一扇拱門。新廟面積寬18公尺、深25公尺，高約15公尺，是本縣少數具中庭天井的廟宇。
新廟廟頂飛簷融入黑嘴端鳳頭燕鷗，山牆出水獸為馬祖的黃魚，彰顯出馬祖地區的特色。
新廟側邊採石砌牆，設計有二種類型閩東封火山牆，中庭側邊為水型封火山牆（圓弧型），正殿側邊為火型封火山牆（尖角型），取水火同源、剛柔並濟之意。
新廟底下建有辦公室及倉庫，公共空間可做為村民活動之用。
新廟神像全部重新雕刻作為鎮殿神尊，各龕並多刻一尊副駕神尊，作為出巡、進香之用。
正殿雙柱對聯：「龍光照臨聖澤開四境駿業，山祉綏護靈祇賜千秋嘉祥。」

## 祀神及來源
឵正殿神龕採一字型正面向外，共7座神龕：
- 正殿主神龕名「龍山寺五靈公」：
  - 供奉鎮殿五靈公、師爺、張部顯靈公副駕等
  - 原位於牛角村大澳地區劉姓民宅，神明來自福建長樂潭頭鎮文石村龍山寺。

- 正殿主神龕護法：七爺、八爺

- 正殿龍邊第一龕名「天仙府伍顯公」（五靈公與華光大帝合流）：
  - 供奉鎮殿伍顯公、伍顯公副駕（如華光大帝形象）、馬使、神馬等
  - 原位於牛角村游姓民宅，神明來自福建連江縣筱埕鎮羅回村樂平境天仙府[7]。

- 正殿龍邊第二龕名「陳將軍」：
  - 供奉鎮殿陳將軍、陳將軍夫人、師爺、陳將軍副駕等
  - 原位於牛角村西半山，陳將軍是浮屍靈驗成神。

- 正殿龍邊第三龕名「半天陳夫人」：
  - 供奉鎮殿半天陳夫人、半天陳夫人副駕、仙女等
  - 原位於牛角村西半山，為1940年間，牛角澳漁民曹依貴出海捕魚時，拾獲海漂神像後在西半山建立小廟。建新廟時拆除此小廟，因此迎請半天陳夫人入新廟享受香火。

- 正殿虎邊第一龕名「白馬尊王」：
  - 供奉鎮殿白馬尊王、尊王夫人、白馬尊王副駕、武將、馬使、白馬等
  - 原南竿農改場作務股處有座白馬大王宮，後來燬於火災，被村民移到牛角澳口崖邊建立小廟，先後迎入牛峰境舊廟及新廟。

- 正殿虎邊第二龕名「臨水夫人」：
  - 供奉鎮殿臨水夫人、臨水夫人副駕等
  - 臨水夫人是福州鄉土神，一般民宅會在房間供奉「房內嬭（奶）」至小孩16歲，祈求小孩平安長大，所供即是臨水夫人。

- 正殿虎邊第三龕名「江高爺　福德正神」：
  - 供奉鎮殿江高爺、鎮殿福德正神、江高爺副駕、福德正神副駕等
  - 江高爺為牛角村六間排村民劉全利私宅神壇，曾顯靈化解村民災難。
  - 福德正神，即土地公，為一般廟宇常見配祀神明。

## 分靈
- 桃園市八德龍山寺

1960年代，馬祖牛角鄉親移至桃園八德定居，建立八德龍山寺。該廟於2019年1月重建完成，仿照牛峰境五靈公廟外觀，並舉行安座儀式，同年6月返鄉謁祖。

## 圖輯

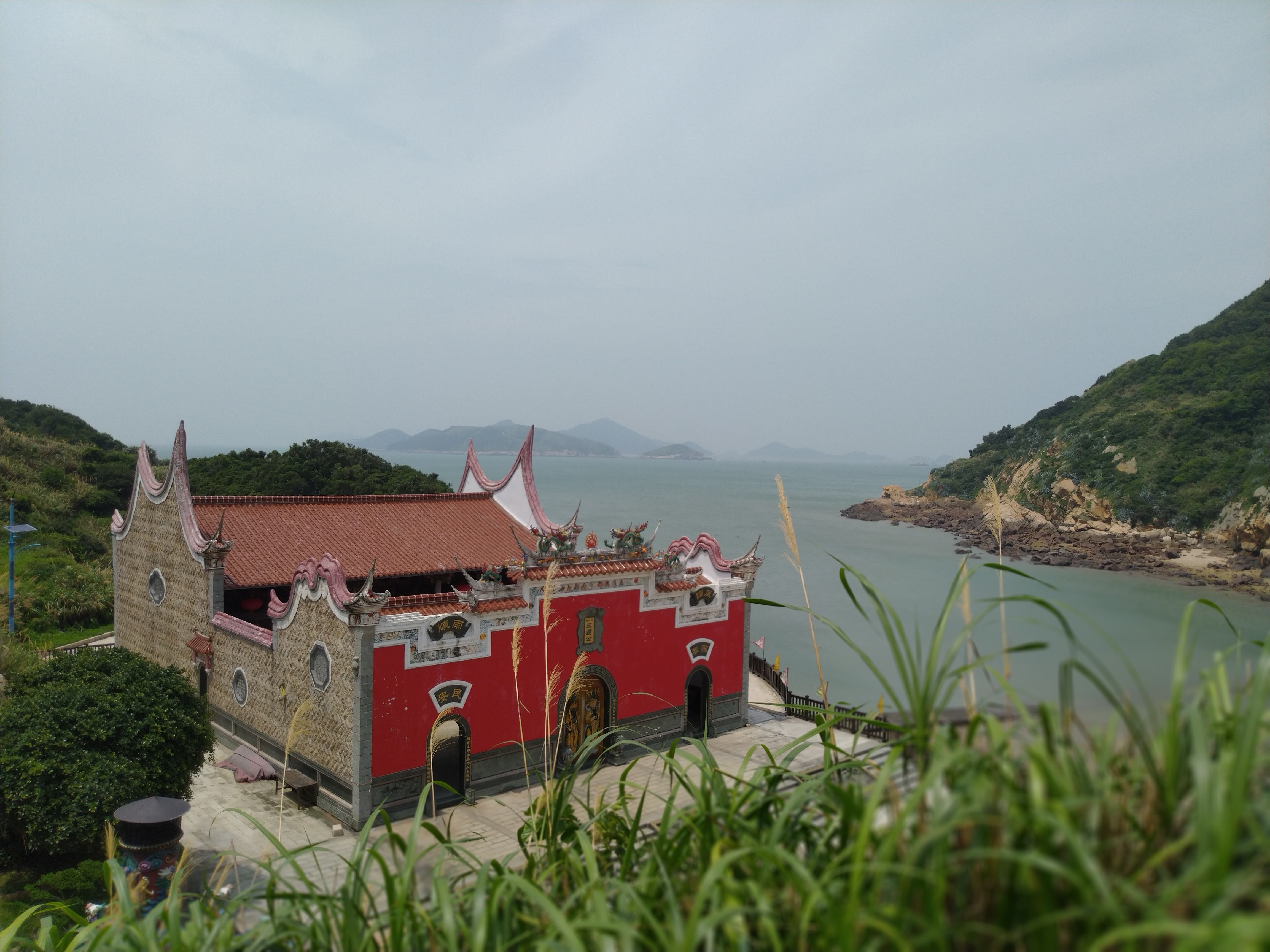
從廟旁登山步道俯看
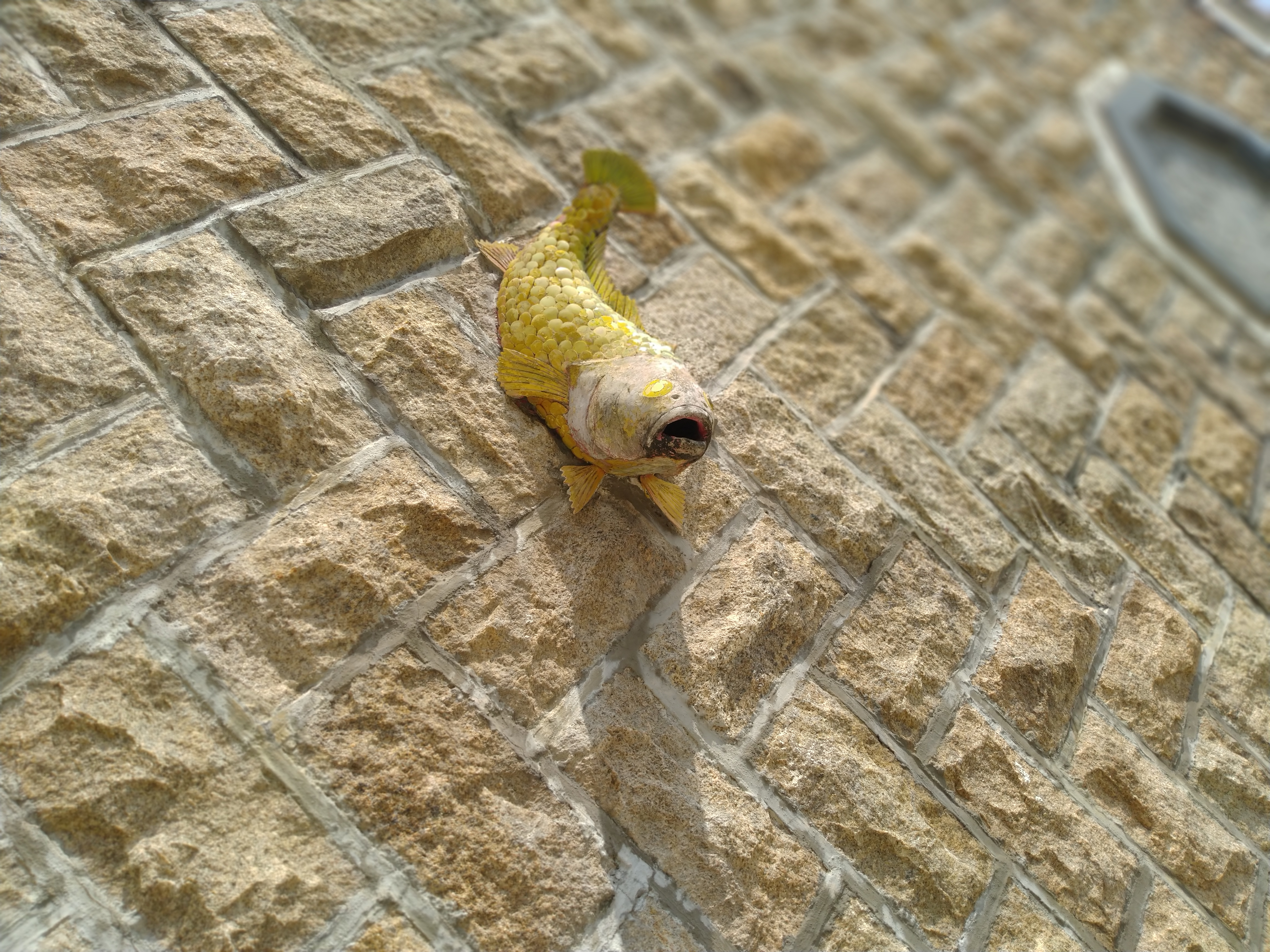
黃魚造型出水獸（排水孔）
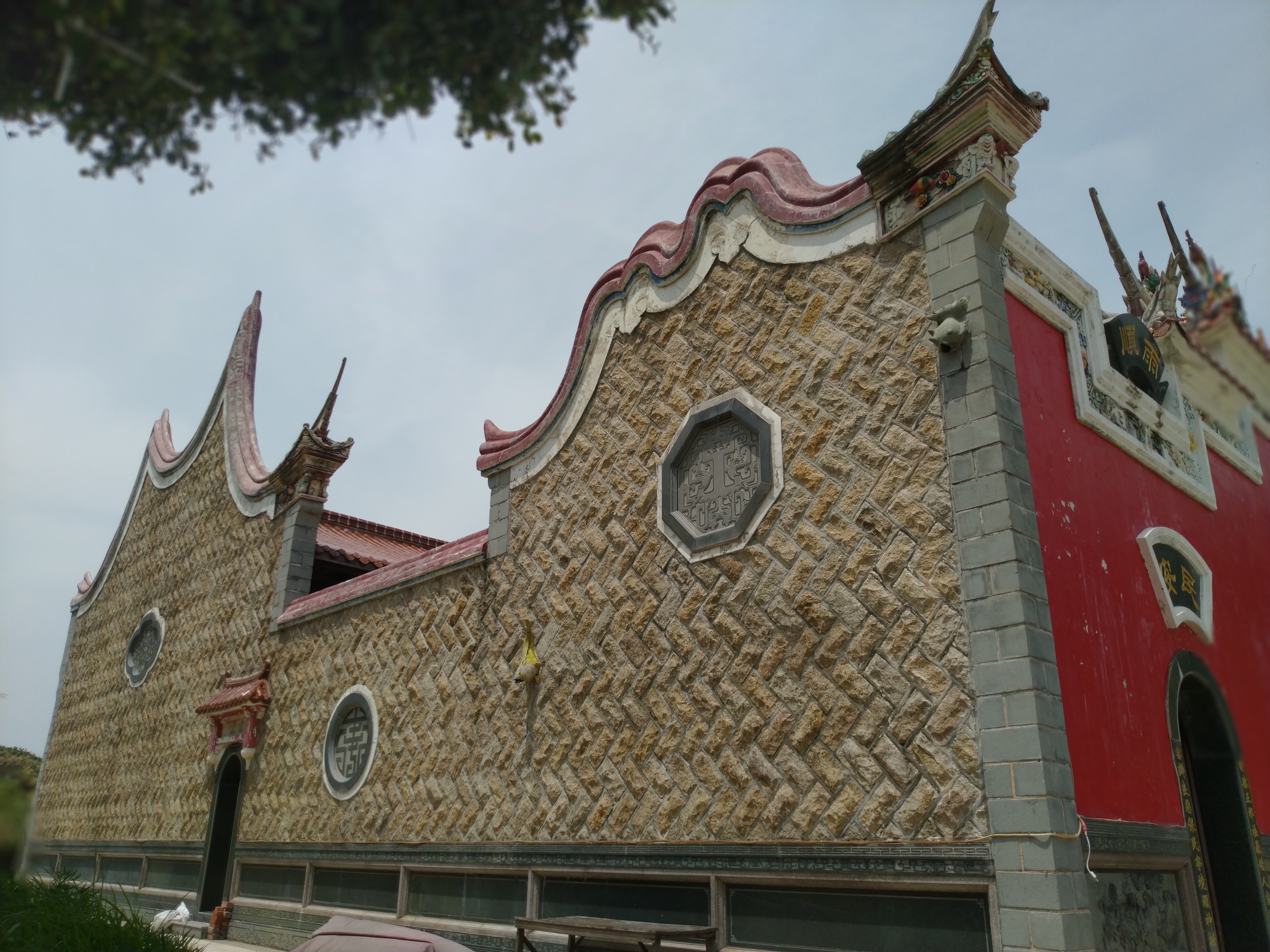
封火山牆有水型（圓弧型）、火型（尖角型），取剛柔並濟之意
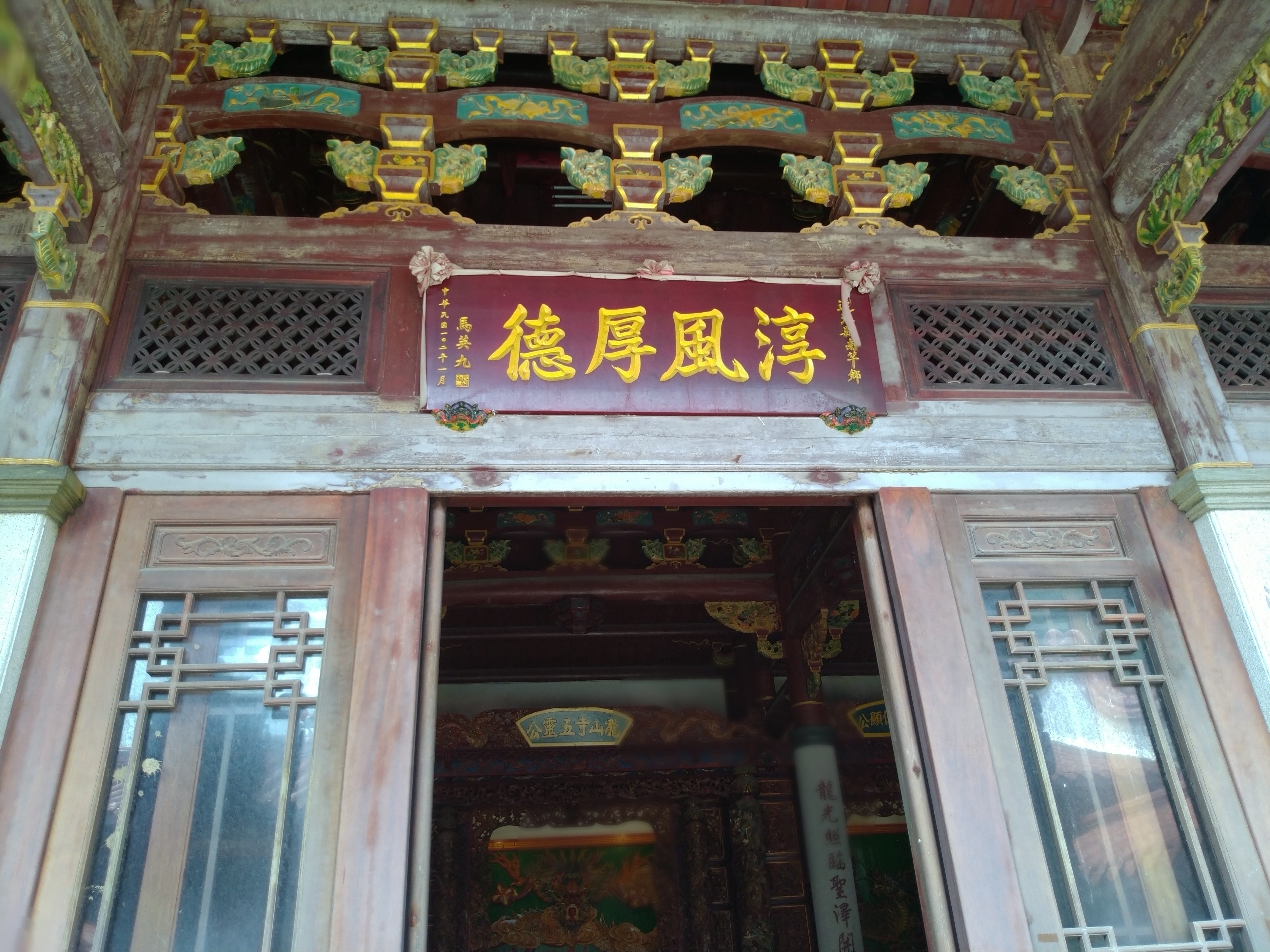
「淳風厚德」匾，馬英九總統所贈
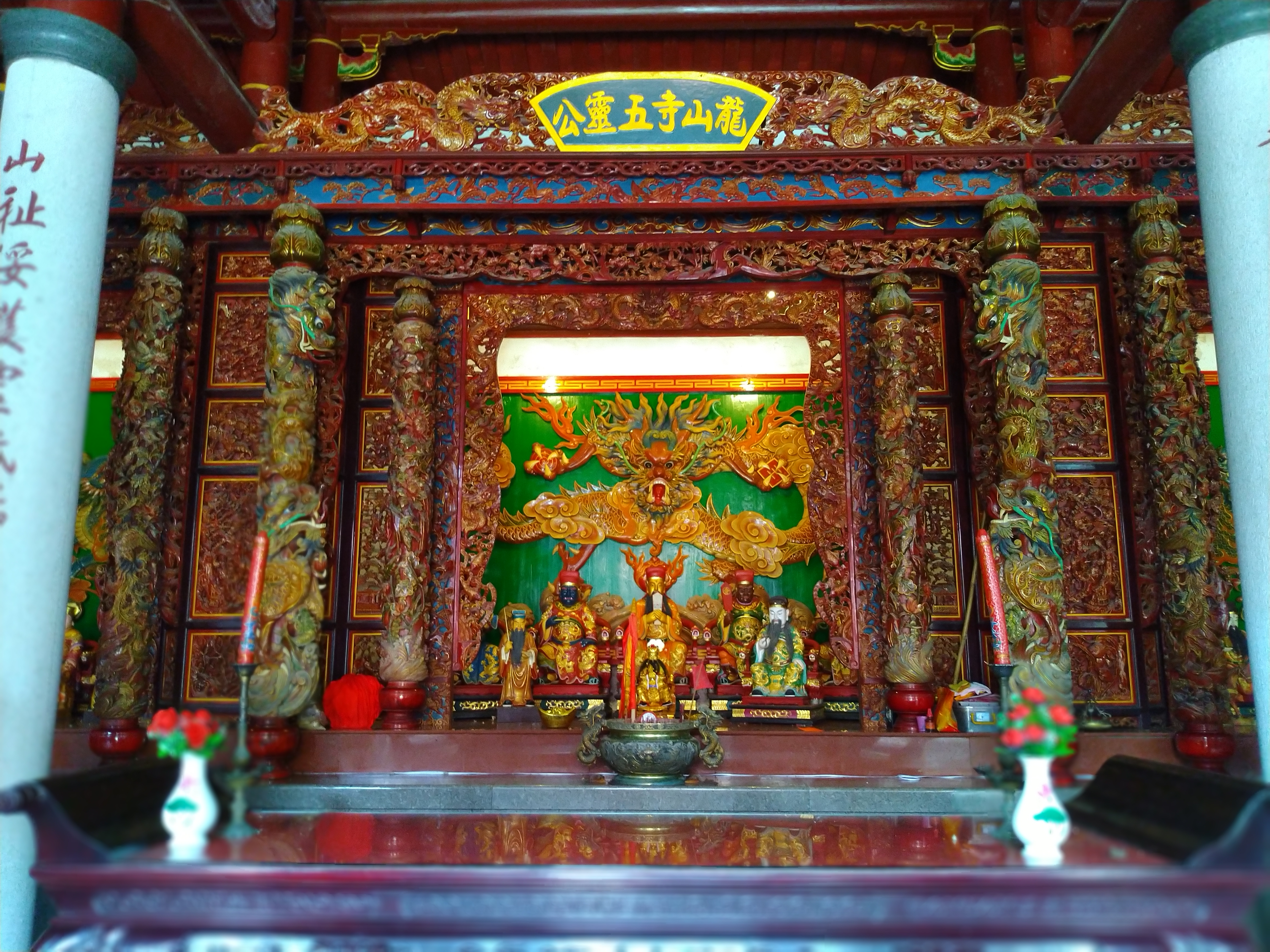
主神龕龍山寺五靈公
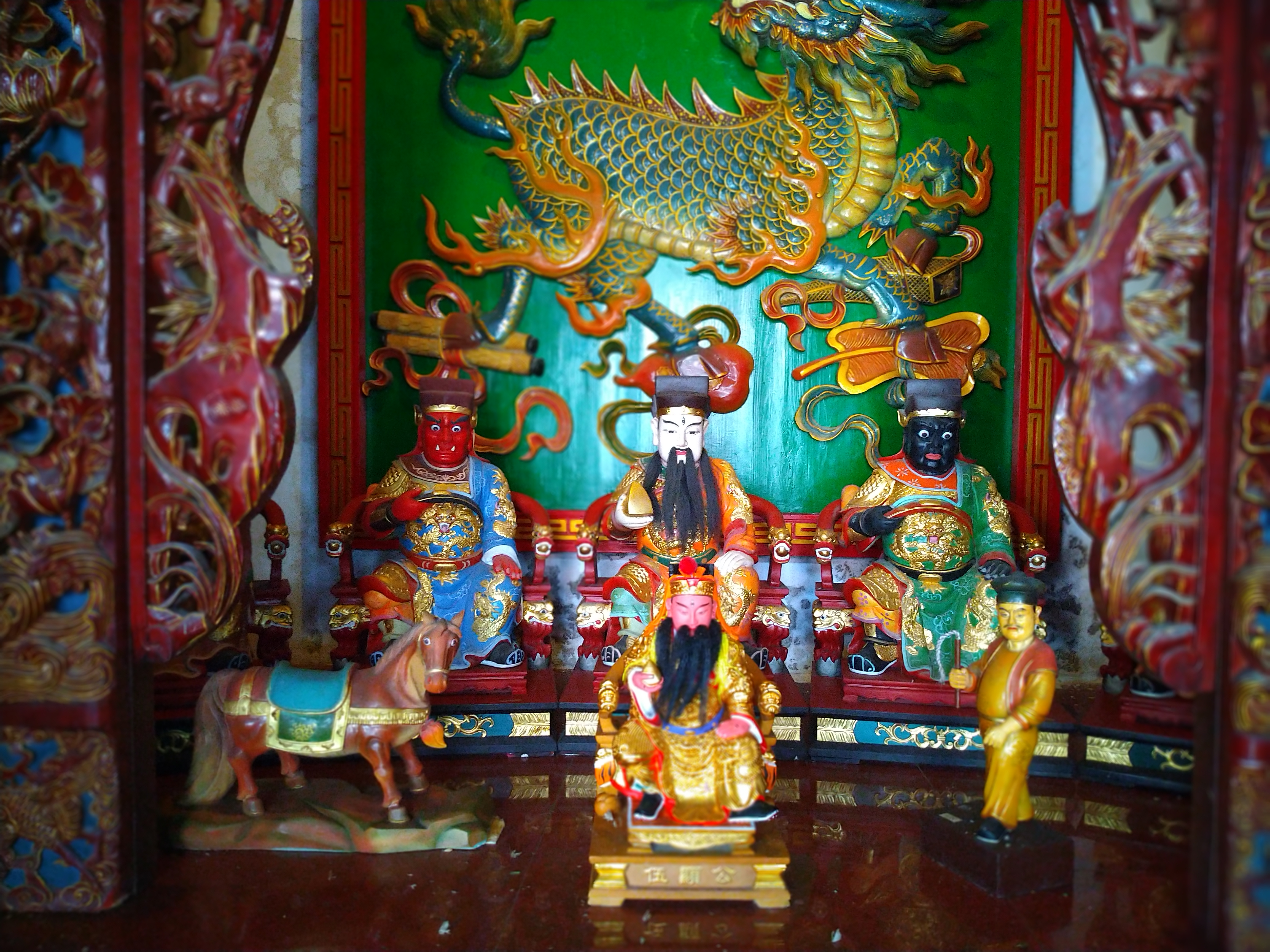
伍顯公中尊造型如華光大帝：三眼、白面、持金磚，因官方曾禁止五靈公，民間遂與華光大帝合流以避查緝
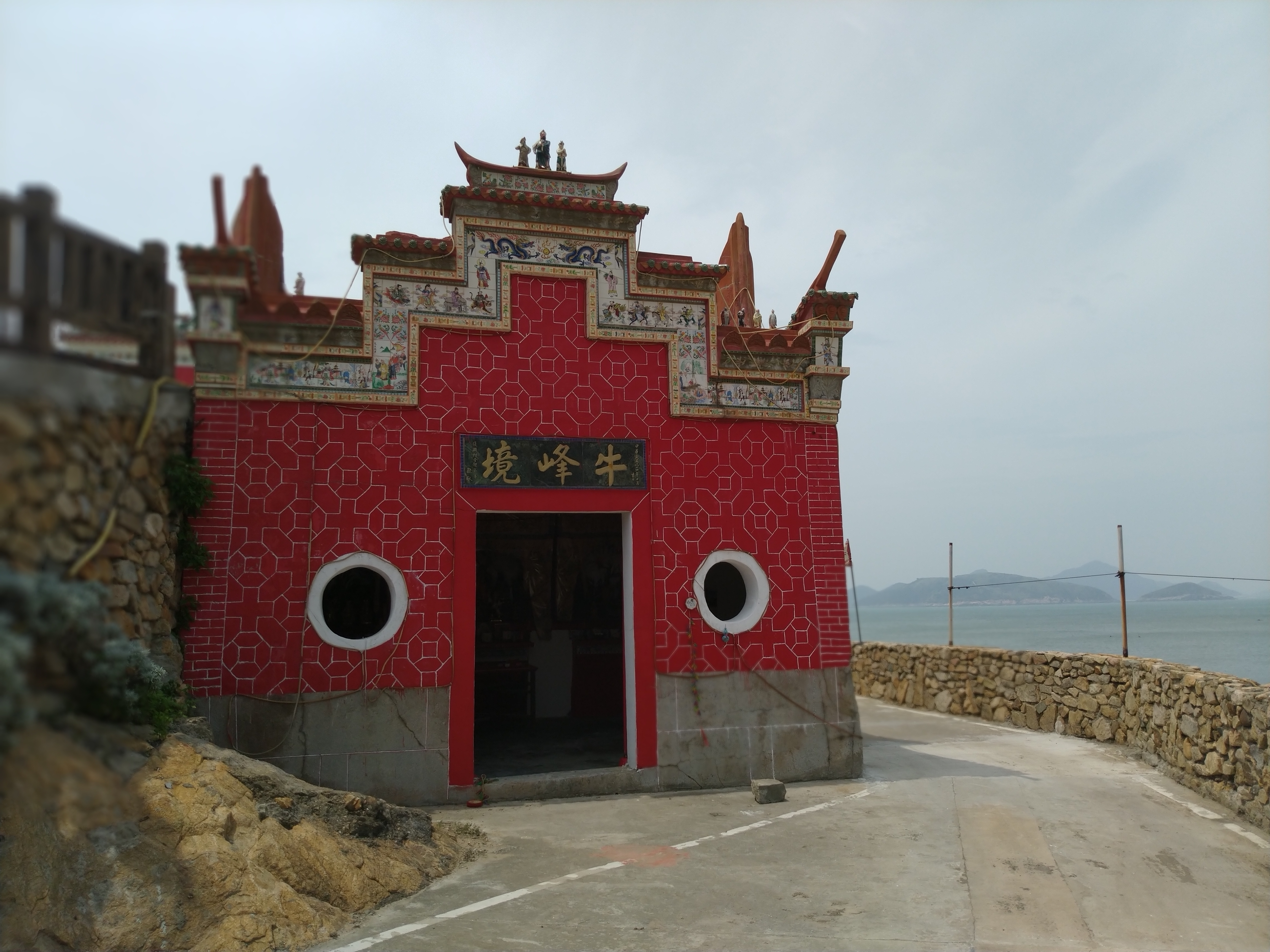
牛峰境舊廟正門
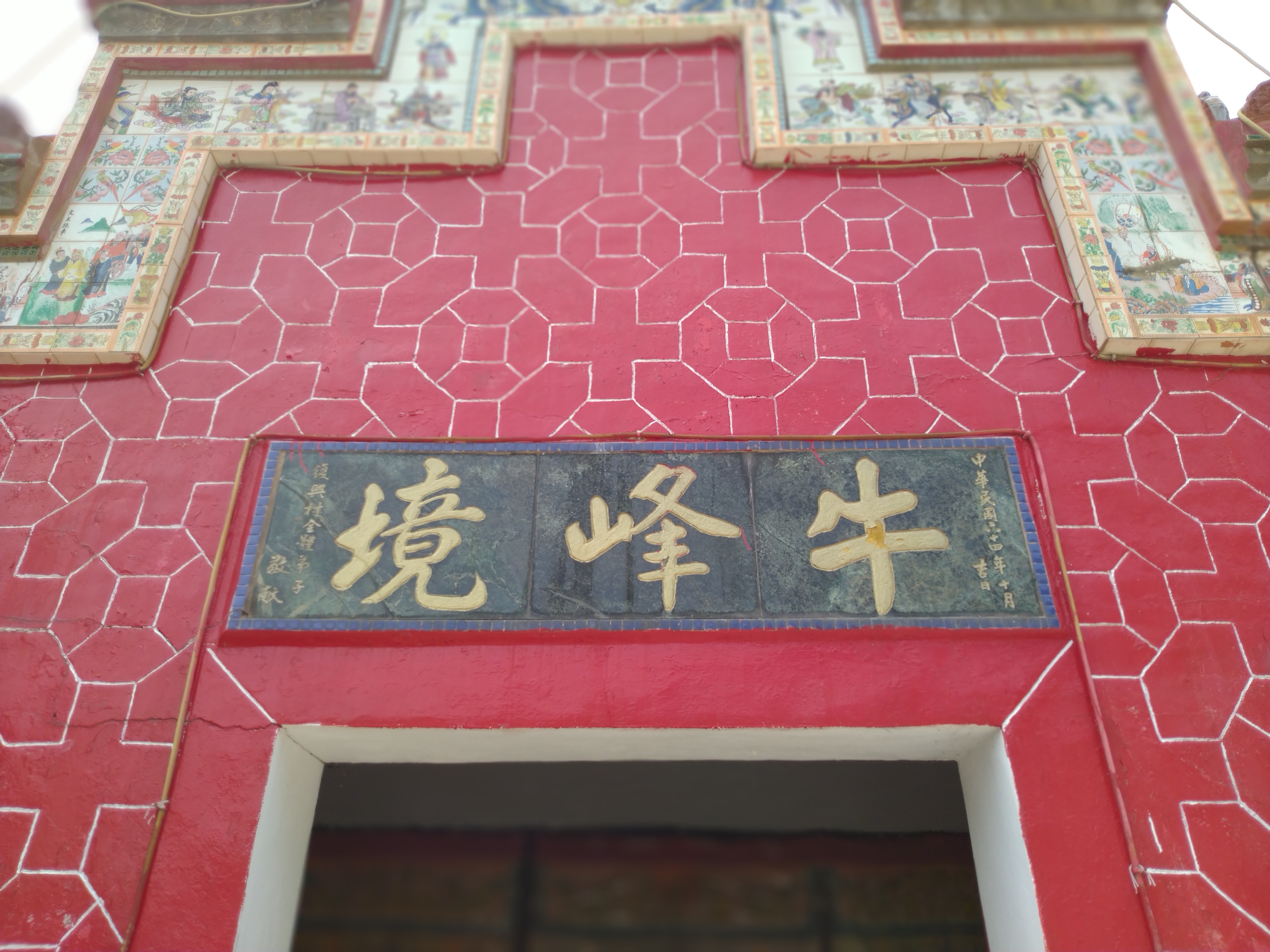
牛峰境舊廟廟額
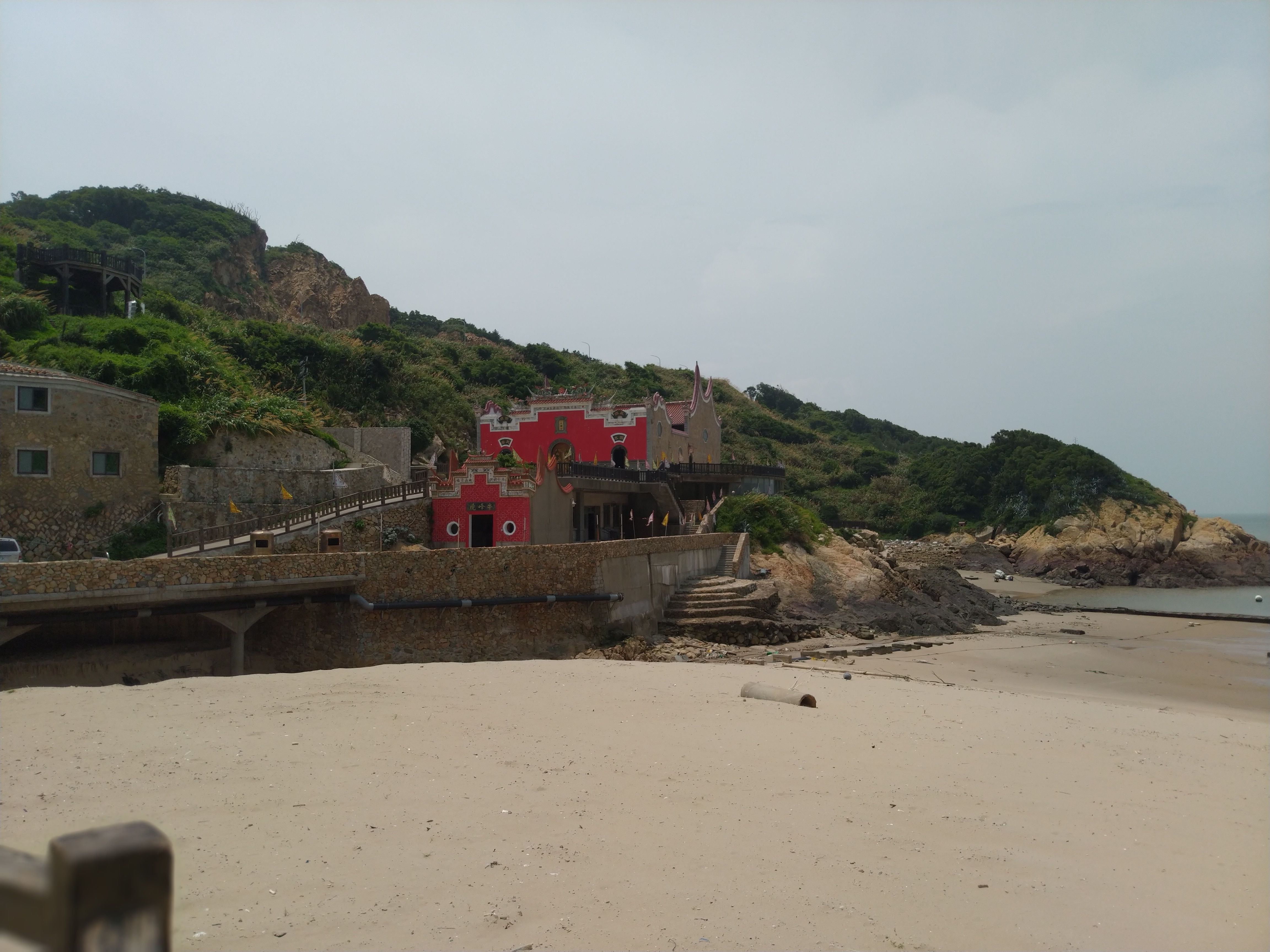
牛峰境新廟、舊廟與沙灘
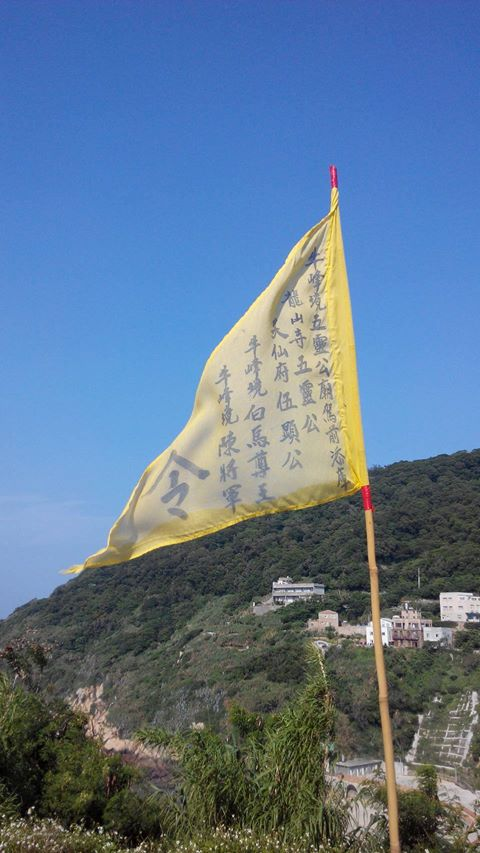
牛峰境五靈公廟補庫旗之神諱

## 外部連結
1. 1 2  .   [2019-07-13]. （原始内容存档于2019-07-01）.
2. ↑  《馬祖風情旅遊導覽》，連江縣政府，1996年9月出版，第71頁
3. ↑  .   [2019-07-13]. （原始内容存档于2019-07-13）.
4. ↑  《南竿鄉志》第捌篇 風俗信仰篇，連江縣南竿鄉公所，2011年12月出版，第179頁
5. ↑  .   [2019-07-13]. （原始内容存档于2019-07-13）.
6. ↑  .   [2019-07-13]. （原始内容存档于2019-05-02）.
7. ↑  .   [2019-07-13]. （原始内容存档于2019-07-14）.
8. ↑  .   [2019-07-13]. （原始内容存档于2019-07-13）.
9. ↑  .   [2019-07-13]. （原始内容存档于2019-06-15）.